# Llatí medieval
El llatí medieval fou la forma del llatí emprada a l'edat mitjana, primerament com a idioma per a l'ensenyament i com a llengua litúrgica de l'Església Catòlica medieval, però també com a llengua de ciència, literatura, lleis i administració. Tot i l'origen eclesiàstic de molts dels autors, el llatí medieval no pot ésser confós amb el llatí eclesiàstic. No existeix un acord sobre quin és el límit en què acaba el llatí vulgar i comença el llatí medieval. Alguns estudiosos erudits afirmen que comença amb el llatí cristià a mitjan segle iv, d'altres al voltant de l'any 500.

## Canvis en lèxic, sintaxi, gramàtica i ortografia

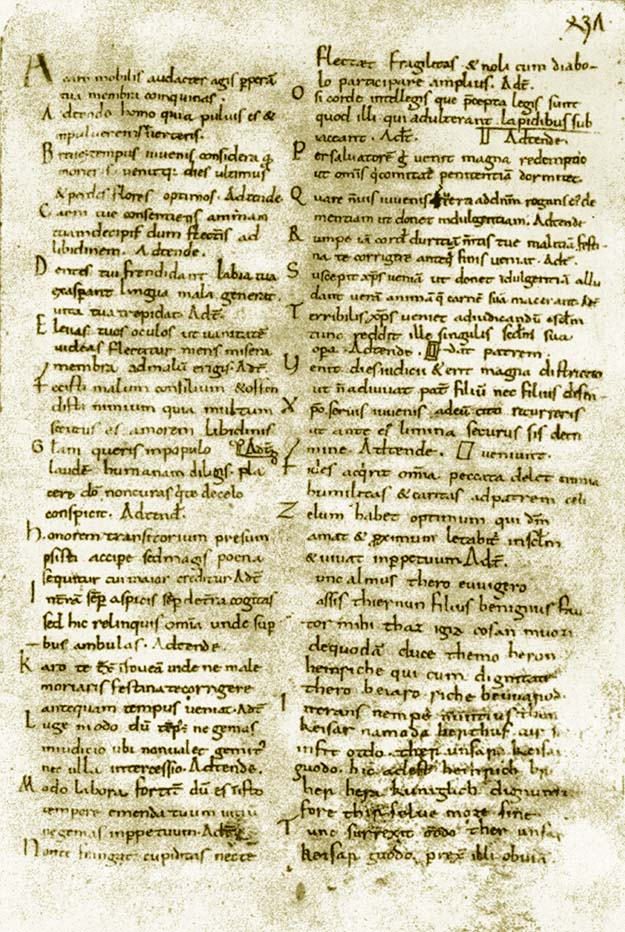
Pàgina amb un text en llatí medieval de la Càrmina Cantabrigiènsia (Biblioteca de la Universitat de Cambridge)

El llatí medieval es caracteritzà pel seu extens vocabulari, que es formà en prendre mots d'altres fonts. Va estar fortament influenciat per la Vulgata, que comptava amb moltes particularitats alienes al llatí clàssic (i que no foren transmeses a ni l'hebreu ni al grec) que foren reflectides no només en el lèxic, sinó també en la gramàtica i sintaxi. El grec trencà molt amb el lèxic tècnic del cristianisme. Les diferents llengües germàniques parlades per les tribus germàniques, que varen envair Europa Occidental, així fou com moltes paraules foren "importades" al vocabulari legal. D'altres paraules més ordinàries foren reemplaçades per invencions del llatí vulgar o fonts germàniques, perquè les paraules clàssiques havien quedat anacròniques.
El llatí també s'estengués a àrees com Irlanda i Alemanya, on les llengües romàniques no s'hi parlaven i mai no s'havia conegut els romans. Les obres escrites en aquestes terres -on el llatí fou après com a llengua sense relació amb la llengua mare- també van influir en el lèxic i la sintaxi del llatí medieval.
Des que matèries com la ciència i la filosofia començaren a transmetre's en llatí, el desenvolupament del lèxic ha estat la font d'una gran quantitat de paraules tècniques en les llengües modernes.

### Influències del llatí vulgar
Hi hagué també influència del llatí vulgar quant a la sintaxi d'alguns escriptors del llatí medieval, tot i que el llatí clàssic continuà essent molt ben estimat i estudiat com a model per a la composició literària. El punt culminant del desenvolupament del llatí medieval com a llenguatge literari arribà amb el Renaixement carolingi, un renaixement de l'aprenentatge sota el patrocini de Carlemany, rei dels francs. Alcuí de York fou el secretari llatí de Carlemany i un important escriptor; la seva influència conduí a un renaixement de la literatura llatina i l'estudi després del període de depressió seguida per la desintegració final de l'autoritat romana a Europa Occidental.
Tot i que simultàniament es desenvolupaven les llengües romàniques, el llatí restà molt conservador, atès que era la llengua culta de referència i hi havia un gran corpus d'obres contemporànies i de l'antiguitat per donar una forma estàndard. D'altra banda, no hi havia una sola forma de llatí medieval. Tots els autors que escrivien en llatí en el període medieval sabien el llatí com a segona llengua, variant els graus de fluïdesa, sintaxi, gramàtica i lèxic, sovint influït per la llengua materna de l'autor. Això fou especialment cert a començaments del segle xii; més endavant, la llengua començà a tenir més interferències dels vernacles: els documents del llatí medieval escrits per autors de parla francesa acostumen a mostrar semblances amb la gramàtica i el lèxic del francès medieval, i així amb totes les llengües. D'altra banda, això també afavorí el sorgiment de pronúncies nacionals del llatí, entre les quals la catalana.

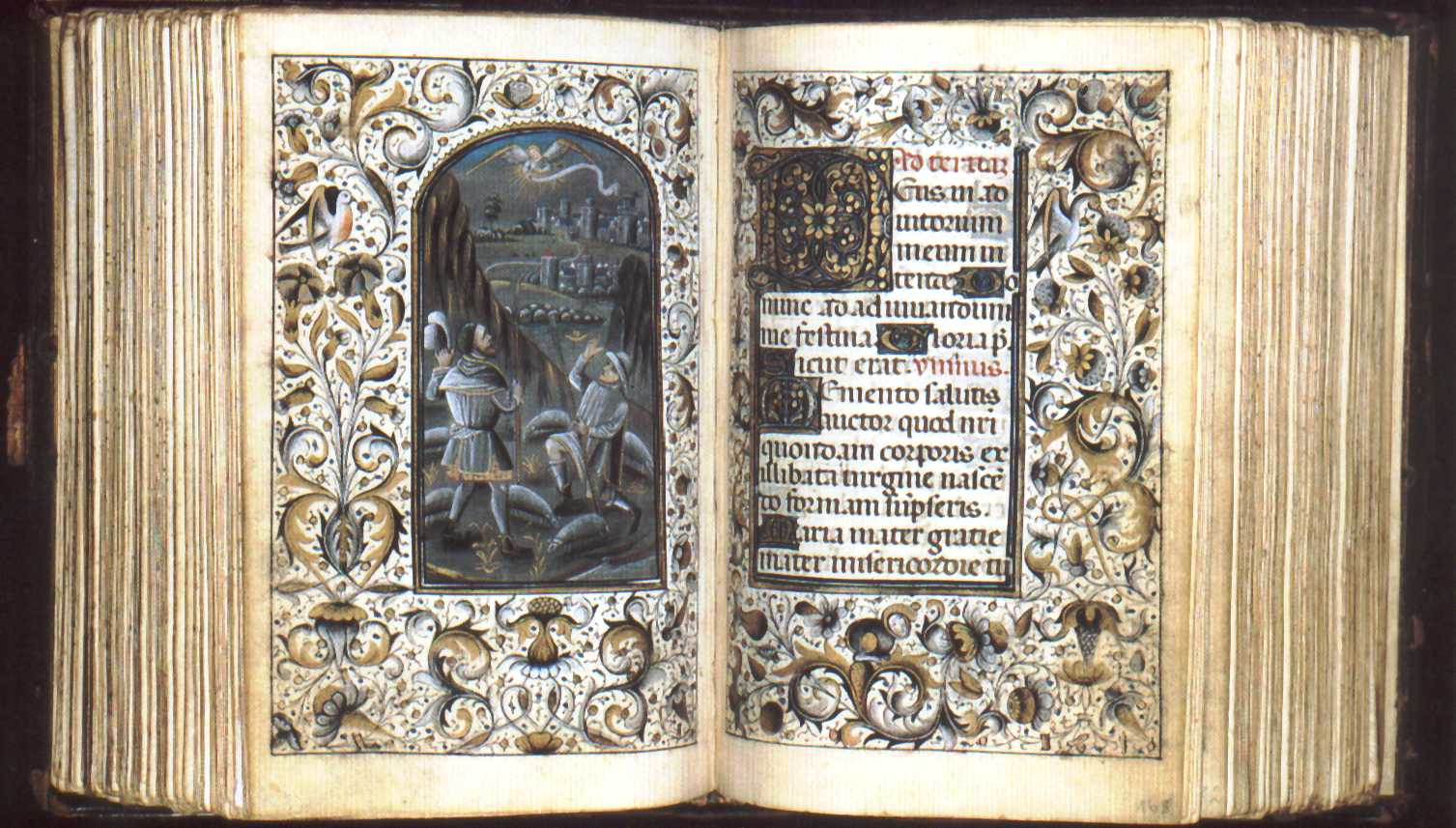
Un manuscrit il·lustrat del Llibre d'hores que conté pregàries en llatí medieval

### Canvis en l'ortografia
La majoria de les diferències entre el llatí clàssic i el medieval es troben en l'ortografia. Algunes de les diferències més freqüents són:
- El diftong ae és usualment col·lapsat i simplement escrit com e (o e caudat, ę). Per exemple, puellae pot ser escrita puelle (o puellę). Passa el mateix fenomen amb el diftong oe, per exemple, en pena, Edipus, provinents de poena, Oedipus.
- A causa d'una important declinació del coneixement sobre Grècia, en noms provinents o paraules preses del grec, o transmeses a través d'aquesta llengua, la y i i poden ser utilitzades gairebé indistintament. Ysidorus per Isidorus, Egiptus per Aegyptus.
- La h pot ometre's, així habere es transforma en abere, o mihi es converteix en mi (això també ocorre al llatí clàssic), o mihi pot ser escrit michi, indicant que la h es pronuncia com a k, pronúncia que avui dia és encara emprada al llatí eclesiàstic (aquesta pronúncia no es dona en el llatí clàssic).
- La pèrdua de la h en la pronunciació també condueix a l'addició de h en l'escriptura on no havia estat primerament, especialment en la r, tal com en chorona per corona, una tendència que també es va veure en el llatí clàssic, però amb menor freqüència.
- El grup -ti abans d'una vocal és sovint escrit com -ci-, així divitiae es converteix en diviciae (o divicie), tertius en tercius, vitium en vicium...
- La combinació mn pot tenir agregada una altra consonant, així alumnus es converteix en alumpnus, somnus en sompnus.
- Les consonants simples sovint són escrites com a dobles, o a l'inrevés, d'aquesta manera, tranquillitas es converteix en tranquilitas i Africa en Affrica.
- El grup vi, especialment en verbs en temps perfectes, es perd, així novisse es converteix en nosse (això ocorregué en el llatí clàssic també, però en menor mesura que en el llatí medieval).

Aquestes diferències ortogràfiques sovint es deuen als canvis en la pronúncia o, com en l'últim exemple, morfologia d'altres llengües.

## Literatura en el llatí medieval
El corpus de la literatura del llatí medieval abasta una àmplia gamma de texts, incloent-hi treballs diversos com sermons, himnes, llibres de viatges, novel·les, epopeies i poesies líriques.

## Autors i obres importants del llatí medieval

### Segles IV i V
- Egèria (fl. 385)
- Falcònia Proba (fl. 393)
- Jeroni d'Estridó (c. 347-420)
- Agustí d'Hipona (354-430)

### Seglesvi,viiiviii
- Boeci (c. 480–525)
- Gildas (m. c. 570)
- Venanci Fortunat (c. 530-c. 600)
- Gregori de Tours (c. 538-594)
- Gregori el Gran (c. 540–604)
- Isidor de Sevilla (c. 560-636)
- Beda (c. 672-735)
- Pau el Diaca (c. 720-c. 799)
- Beat de Liébana (c. 730-800)
- Alcuí de York (c. 735–804)

### Segles IX i X
- Einhard (775-840)
- Duoda (ca. 800-844?)
- Joan Escot Eriúgena (815-877)
- Notker de Sankt Gallen (840-912)
- Rateri de Verona (890-974)
- Waltharius (c. 920)
- Hrotsvitha de Gandersheim (935-973)
- Tietmar de Merseburg (975-1018)

### Segle XI
- Marianus Scotus (1028-1082)
- Ruodlieb (c. 1030)
- Adam de Bremen (fl. 1060-1080)
- Carmen Campidoctoris (c. 1083)
- Anselm de Canterbury (1033/4-1109)
- Carmina Cantabrigiensia (s. XI)
- Carmina Burana (s. XI-XII)

### Segle XII
- Pere Abelard (1079-1142)
- Hildegarda de Bingen (1098-1179)
- Geoffrey de Monmouth (c. 1100-c. 1155)
- Joan de Salisbury (c. 1110–1180)
- Otó de Freising (c. 1114-1158)
- Liber Maiolichinus (1117-1125)
- Herrada de Landsberg (c. 1130–1195)
- Pere de Blois (c. 1135-c. 1203)
- Ysengrimus (1148-1149)
- Gualter de Châtillon (fl. c. 1200)
- L'Arxipoeta (fl. 1159-1167)
- Carmina Rivipullensia (1170-1200)

### Segle XIII
- Giraldus Cambrensis (c. 1146-c. 1223)
- Saxo Grammaticus (c. 1150-c. 1220)
- Tommaso da Celano (c. 1200-c. 1265)
- Albert el Gran (c. 1200-1280)
- Guido delle Colonne (c. 1210 -després de 1287)
- Roger Bacon (c. 1214-1294)
- Tomàs d'Aquino (c. 1225-1274)
- Jacopo da Varazze (c. 1230-1298 o 99)
- Ramon Llull (1232–1315)
- Arnau de Vilanova (1238 i 1240-1311)
- Siger de Brabant (c. 1240-1280s)
- Joan Duns Escot (c 1266-1308)
- Pamphilus

### Segle XIV
- Ranulf Higden (c. 1280-c. 1363)
- Guillem d'Ockham (c. 1288-c. 1347)
- Jean Buridan (1300–1358)
- Heinrich Seuse (c. 1295-1366)
- Francesco Petrarca (1304–1374)
- Giovanni Boccaccio (1313−1375)